# Nigel Mann

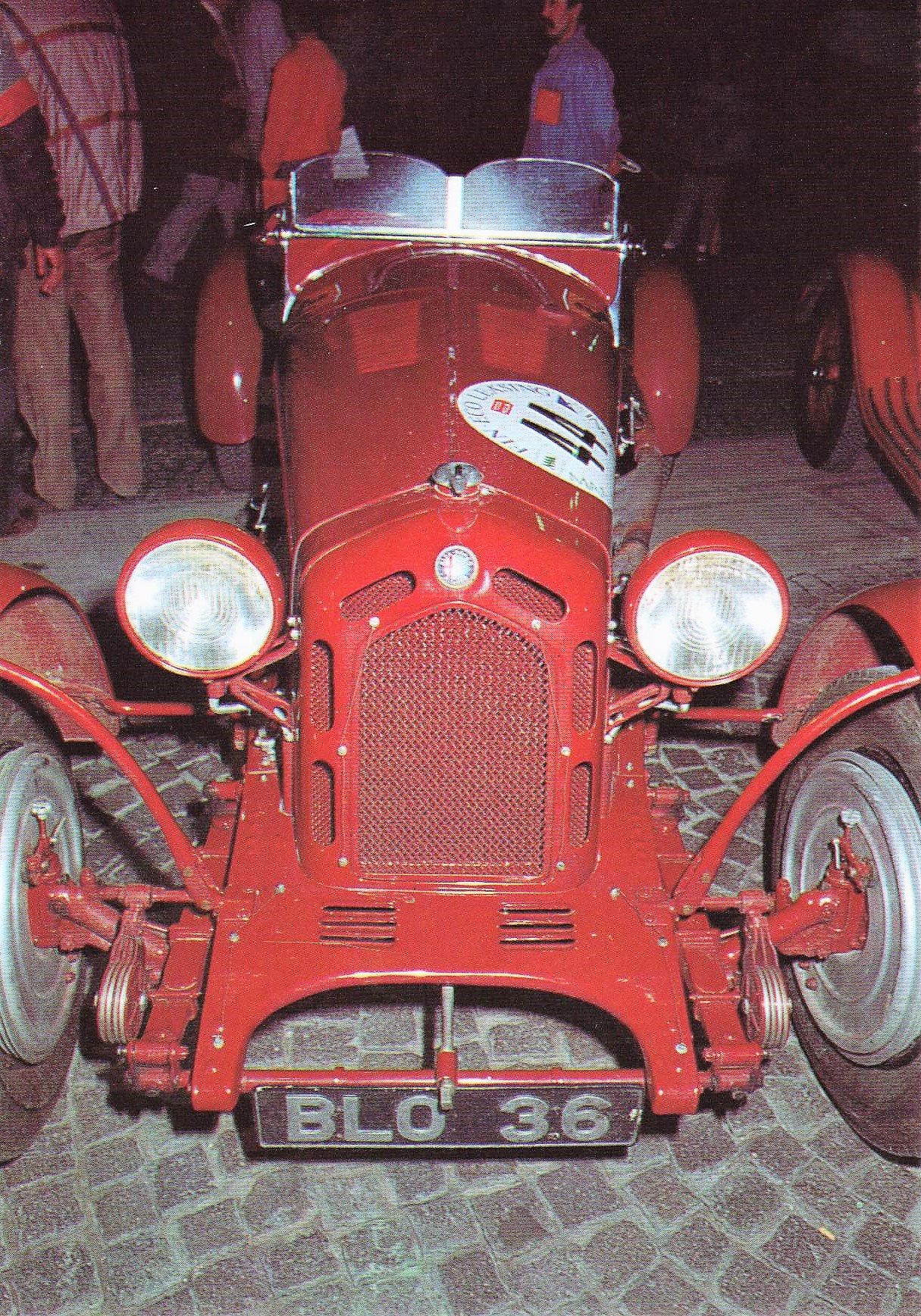
Der sich einst im Besitz von Nigel Mann befindliche Alfa Romeo 8C 2600

Nigel Hugo Mann (* 1. August 1919 in Mayfield; † 24. Mai 1984 in Cannes) war ein britischer Autorennfahrer.

## Karriere als Rennfahrer
Nigel Mann war in den 1940er- und 1950er-Jahren im Sportwagensport aktiv. Er besaß einige Rennwagen, neben einem Healey Elliot zählte unter anderem ein Aston Martin DB2 zu seinem Fuhrpark. Seinen ersten internationalen Start hatte er 1949 beim 24-Stunden-Rennen von Le Mans. Gemeinsam mit seinem Teamkollegen Jack Bartlett erreichte er den 13. Gesamtrang. Der zehnte Gesamtrang 1951 war seine beste Platzierung bei diesem 24-Stunden-Rennen.
Abseits von Le Mans gewann er 1950 ein Sportwagenrennen in Nizza und das BARC Goodwood 1951.

## Statistik

### Le-Mans-Ergebnisse
| Jahr | Team          | Fahrzeug         | Teamkollege             | Platzierung | Ausfallgrund |
| ---- | ------------- | ---------------- | ----------------------- | ----------- | ------------ |
| 1949 | Jack Bartlett | Healey Elliot    | Jack Bartlett           | Rang 13     |              |
| 1950 | Nigel Mann    | Healey Elliot    | Mortimer Morris-Goodall | Rang 19     |              |
| 1951 | N. H. Mann    | Aston Martin DB2 | Mortimer Morris-Goodall | Rang 10     |              |
| 1952 | N. H. Mann    | Aston Martin DB2 | Mortimer Morris-Goodall | Ausfall     | Starter      |